# Timàlia de Kelley
La timàlia de Kelley (Mixornis kelleyi) és un ocell de la família dels timàlids (Timaliidae).

## Hàbitat i distribució
Viu entre la malesa del bosc de les terres baixes al sud de Laos i Vietnam, al centre i sud d'Annam i Cotxinxina.